# Anaconda (film, 1954)
Anaconda är en svensk dokumentärfilm från 1954, i regi av Torgny Anderberg.

## Handling
Filmen handlar om en djungelexpedition vars syfte är att finna ett exemplar av jätteormen anakonda inne i Amazonas.